# Comuna Berezolukî, Rojîșce
Berezolukî (în ucraineană Березолуки) este o comună în raionul Rojîșce, regiunea Volînia, Ucraina, formată din satele Berezolukî (reședința), Iablunivka, Krovatka și Pidhirne.

## Demografie
Componența lingvistică a satului Berezolukî
     Ucraineană (99,17%)
     Alte limbi (0,82%)
Conform recensământului din 2001, majoritatea populației satului Berezolukî era vorbitoare de ucraineană (99,17%), existând în minoritate și vorbitori de alte limbi.